# Neoplocaederus obesus
Neoplocaederus obesus är en skalbaggsart som först beskrevs av Charles Joseph Gahan 1890. Neoplocaederus obesus ingår i släktet Neoplocaederus och familjen långhorningar.
Artens utbredningsområde är Myanmar. Inga underarter finns listade i Catalogue of Life.